# オープニング・ナイト
『オープニング・ナイト』（Opening Night）は、サド・ジョーンズ / メル・ルイス・ジャズ・オーケストラのアルバムである。録音は1966年に行われたが、2000年になって発売された。

## 収録曲
1. イントロダクション（メル・ルイス、アラン・グラント） - "Introduction (Mel Lewis & Alan Grant)" - 1分50秒
2. ビッグ・ディッパー - "Big Dipper" - 5分10秒
3. ポルカ・ドッツ・アンド・ムーンビームズ - "Polka Dots and Moonbeams" - 3分47秒
4. ワンス・アラウンド - "Once Around" - 12分37秒
5. オール・マイ・イエスタデイズ - "All My Yesterdays" - 4分8秒
6. モーニング・レヴェレンド - "Morning Reverend" - 4分50秒
7. ロー・ダウン - "Low Down" - 4分25秒
8. ラバー・マン - "Lover Man" - 5分8秒
9. ミーン・ワット・ユー・セイ - "Mean What You Say" - 5分35秒
10. ドント・エバー・リーブ・ミー - "Don't Ever Leave Me" - 4分15秒
11. ウィロー・ウィープ・フォー・ミー - "Willow Weep for Me" - 6分25秒
12. ザ・リトル・ピクシー - "The Little Pixie" - 13分45秒

## 演奏メンバー
- サド・ジョーンズ - フリューゲルホルン
- メル・ルイス - ドラム
- ハンク・ジョーンズ - ピアノ
- リチャード・デイヴィス (Richard Davis) - ベース
- サム・ハーマン (Sam Herman) - ギター
- ジェローム・リチャードソン (Jerome Richardson) - アルトサックス
- ジェリー・ダジォン (Jerry Dodgion) - アルトサックス
- ジョー・ファレル (Joe Farrell) - テナーサックス、クラリネット、フルート
- エディ・ダニエルズ (Eddie Daniels) - テナーサックス、クラリネット、バスクラリネット
- ペッパー・アダムス (Pepper Adams) - バリトンサックス
- スヌーキー・ヤング (Snooky Young) - トランペット
- ジミー・オウエンズ (Jimmy Owens) - トランペット
- ビル・ベリー (Bill Berry) - トランペット
- ジミー・ノッティンガム (Jimmy Nottingham) - トランペット
- ボブ・ブルックマイヤー (Bob Brookmeyer) - トロンボーン
- ジャック・レインズ (Jack Rains) - トロンボーン
- ガーネット・ブラウン (Garnett Brown) - トロンボーン
- クリフ・ヘザー (Cliff Heather) - トロンボーン